# Șura Mică
Șura Mică – wieś w Rumunii, w okręgu Sybin, w gminie Șura Mică. W 2011 roku liczyła 1854 mieszkańców.